# Zdravinje (Prokuplje)
Zdravinje (em cirílico: Здравиње) é uma vila da Sérvia localizada no município de Prokuplje, pertencente ao distrito de Toplica, na região de Toplica. A sua população era de 96 habitantes segundo o censo de 2011.

## Demografia
| 1948 | 1953 | 1961 | 1971 | 1981 | 1991 | 2002 | 2011 |
| ---- | ---- | ---- | ---- | ---- | ---- | ---- | ---- |
| 742  | 786  | 652  | 513  | 383  | 271  | 184  | 96   |